# Adpostal
Administración Postal Nacional, también conocida como Adpostal, fue la empresa de correos estatal de Colombia desde 1963, cuando fue configurada como entidad estatal por el Decreto 3267. Sus funciones principales eran ofrecer correo nacional, certificado, carga courier, y también le correspondía producir y poner en circulación las emisiones filatélicas en nombre de la nación. Durante su funcionamiento, tuvo presencia activa en la Unión Postal Universal (UPU).
Otros servicios provistos por Adpostal eran la Facturación de Servicios Públicos, entrega de telegramas (en contraposición a Telecom), el servicio de respuestas pagadas (realización de encuestas), y en 1998, un servicio de tránsito entre correo electrónico y físico.
En 2006, fue declarada su extinción y reemplazo por la nueva entidad 4-72.